# Tiny Gallon
Keith « Tiny » Gallon, né le 18 janvier 1991 à Vallejo, en Californie, est un joueur américain de basket-ball. Il évolue au poste d'ailier fort.

## Carrière
Le 8 février 2017, Tiny Gallon signe au Limoges Cercle Saint-Pierre jusqu'à la fin de saison. Il n'est finalement pas conservé par le club qui met fin à son essai une semaine après son arrivée, jugé inapte en raison de son état de forme.